# Fer (escrime)

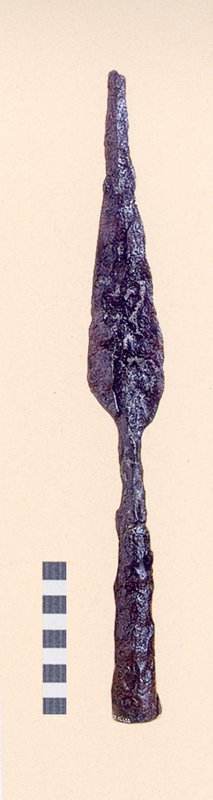
Fer de lance.

Le fer en escrime désigne la lame de l'arme blanche, de son talon (au-dessus de la poignée) jusqu'à sa pointe.

## Expressions

### Croiser le fer
L'expression, « croiser de fer » et, par analogie, le fait d'engager un combat avec ces types d'armes. L'expression a ensuite évoluée dans un sens plus général pour désigner un désaccord, voire une dispute entre deux personnes.

### Fer de lance
L'expression « fer de lance » désigne le bout métallique d'une lance mais aussi tout l'individu ou le groupe d'individus le plus dynamique d’un ensemble, indiquant celui ou ceux sont les plus combatifs.